# Estádio Presidente Vargas (Campina Grande)
Het Estádio Presidente Vargas is een multifunctioneel stadion in Campina Grande, een stad in Brazilië. De bijnaam van het stadion is 'PV'.
Het stadion wordt vooral gebruikt voor voetbalwedstrijden, de voetbalclub Treze FC maakt gebruik van dit stadion. In het stadion is plaats voor 10.000 toeschouwers. Het stadion werd geopend in 1940.